# Liste der denkmalgeschützten Objekte in Stumm (Tirol)
Die Liste der denkmalgeschützten Objekte in Stumm enthält die 10 denkmalgeschützten, unbeweglichen Objekte der Tiroler Gemeinde Stumm.

## Denkmäler
| Foto |                 | Denkmal                                                                           | Standort                                        | Beschreibung | Metadaten |
| ---- | --------------- | --------------------------------------------------------------------------------- | ----------------------------------------------- | --- | --- |
| ja   | Datei hochladen | Brunnen hl. Leonhard HERIS-ID: 81651 Objekt-ID: 95430 TKK: 14869                  | gegenüber Ahrnbachstraße 66a Standort KG: Stumm | Der Brunnen besteht aus zwei unterschiedlich großen, aneinander gereihten Granitsteintrögen (der größere datiert 1897). Der eine ist quadratisch, der andere fünfeckig, beide sind an den Ecken abgefast. Auf hölzerner, achteckiger Brunnensäule steht unter einer Blechüberdachung eine geschnitzte Brunnenfigur des hl. Leonhard von Toni Knapp aus dem Jahre 1958. | BDA-Hist.: Q38176258 Status: § 2a Stand der BDA-Liste: 2025-06-30 Name: Brunnen hl. Leonhard GstNr.: 659/1 Brunnen des hl. Leonhard, Stumm     |
| ja   | Datei hochladen | Schloss Stumm und Hofraum HERIS-ID: 40277 Objekt-ID: 40186 TKK: 115735            | Dorf 1 Standort KG: Stumm                       | Das heutige Schlösschen wurde um 1550 anstelle eines älteren, bis ins 12. Jahrhundert zurückgehenden Amtshauses erbaut und war in wechselndem Besitz, u. a. von Gregor Löffler und den Grafen Spaur und Lodron. Es handelt sich um einen für die Zeit typischen Tiroler Edelsitz als einfachen Bau über quadratischem Grundriss mit hohem Walmdach und vier Eckerkern. Im Inneren haben sich einzelne Räume mit Stuck aus dem 18. Jahrhundert erhalten. | BDA-Hist.: Q37993876 Status: Bescheid Stand der BDA-Liste: 2025-06-30 Name: Schloss Stumm und Hofraum GstNr.: 386 Schloss Stumm                |
| ja   | Datei hochladen | Kriegerdenkmal HERIS-ID: 81653 Objekt-ID: 95432 TKK: 14881                        | westlich Dorf 1 Standort KG: Stumm              | Das Kriegerdenkmal ist eine umzäunte Anlage mit der Steinskulptur eines stehenden Soldaten auf einem hohen Sockelpodest vor einer aus Steinen gemauerten Rückwand. In die Wand eingelassene Kunststeintafeln tragen die Namen der Gefallenen und Vermissten beider Weltkriege. | BDA-Hist.: Q38176270 Status: § 2a Stand der BDA-Liste: 2025-06-30 Name: Kriegerdenkmal GstNr.: 385                                             |
| ja   | Datei hochladen | Brunnen hl. Florian HERIS-ID: 81648 Objekt-ID: 95427 TKK: 14867                   | Dorf 3, in der Nähe Standort KG: Stumm          | Der Brunnen besteht aus zwei aneinander gereihten Granitsteintrögen, von denen der kleinere 1896 datiert ist. Auf der hölzernen, achteckigen Brunnensäule steht eine geschnitzte Figur des hl. Florian aus dem 20. Jahrhundert unter einer geschwungenen Blechüberdachung. | BDA-Hist.: Q38176250 Status: § 2a Stand der BDA-Liste: 2025-06-30 Name: Brunnen hl. Florian GstNr.: 460                                        |
| ja   | Datei hochladen | Friedhof mit Kreuzkapelle HERIS-ID: 81637 Objekt-ID: 95416 TKK: 74496, 139471     | Dorf 15a Standort KG: Stumm                     | Der Friedhof, der die Kirche im Norden, Süden und Osten umgibt, wurde vermutlich im 16. Jahrhundert angelegt und in der zweiten Hälfte des 19. Jahrhunderts nach Süden erweitert. Das ehemalige Sakramentshaus der Kreuzkapelle ist aus rotem Marmor; sein Eisengitter ist mit 1502 bezeichnet. Das Kruzifix stammt aus dem 18. Jahrhundert. | BDA-Hist.: Q38176205 Status: § 2a Stand der BDA-Liste: 2025-06-30 Name: Friedhof mit Kreuzkapelle GstNr.: 439 Cemetery of Stumm                |
| ja   | Datei hochladen | Kath. Pfarrkirche hl. Rupert HERIS-ID: 55942 Objekt-ID: 64859 TKK: 14854          | Dorf 15a Standort KG: Stumm                     | Die spätgotische Kirche wurde 1511 anstelle eines frühromanischen Vorgängerbau aus dem 10.-12. Jahrhundert errichtet. Um 1765 wurde das Schiff nach Westen verlängert und innen barockisiert. An das Schiff schließt ein eingezogener Chor mit fünfseitigem Schluss an, im Norden steht der Turm mit Spitzhelm. An der geschweiften Westfassade befinden sich ein spätgotisches Portal aus rotem Marmor und eine Figur des hl. Rupert aus dem 17. Jahrhundert. Die Deckenmalereien mit Szenen aus dem Leben des hl. Rupert wurden 1765 von Christoph Anton Mayr geschaffen, 1898 von Virgil Groder übermalt und 1946 wieder freigelegt. | BDA-Hist.: Q20754119 Status: § 2a Stand der BDA-Liste: 2025-06-30 Name: Kath. Pfarrkirche hl. Rupert GstNr.: 439 Pfarrkirche hl. Rupert, Stumm |
| ja   | Datei hochladen | Marienbrunnen HERIS-ID: 81647 Objekt-ID: 95426 TKK: 14862                         | westlich Dorf 21 Standort KG: Stumm             | Der längsrechteckige steinerne Brunnentrog mit abgeschrägten Ecken ist an der Vorderseite mit 1891 datiert. Auf der achteckigen hölzernen Brunnensäule steht eine geschnitzte Figur der Maria Immaculata aus dem 20. Jahrhundert unter einer geschwungenen Blechüberdachung. | BDA-Hist.: Q38176241 Status: § 2a Stand der BDA-Liste: 2025-06-30 Name: Marienbrunnen GstNr.: 452                                              |
| ja   | Datei hochladen | Figurenbildstock hl. Johannes Nepomuk HERIS-ID: 81656 Objekt-ID: 95435 TKK: 14882 | Gewerbegebiet 1, in der Nähe Standort KG: Stumm | Die überlebensgroße, blockhafte Standsteinfigur des hl. Johannes Nepomuk wurde 1931 von Hans Mauracher geschaffen. Sie stand ursprünglich an der alten Zillerbrücke weiter flussabwärts und wurde im Zuge des Ausbaus der Zillertalstraße am jetzigen Standort unter einem überdachten Aufbau aufgestellt. | BDA-Hist.: Q38176280 Status: § 2a Stand der BDA-Liste: 2025-06-30 Name: Figurenbildstock hl. Johannes Nepomuk GstNr.: 514/1                    |
| ja   | Datei hochladen | Antoniuskapelle HERIS-ID: 81641 Objekt-ID: 95420 TKK: 14857                       | bei Obere März 50a Standort KG: Stumm           | Die Antoniuskapelle mit zweijochigem Schiff, eingezogenem Chor und Dachreiter wurde 1675 erbaut. Der in schwarzgold gestaltete Altar entstand um 1700. | BDA-Hist.: Q38176224 Status: § 2a Stand der BDA-Liste: 2025-06-30 Name: Antoniuskapelle GstNr.: 99 Antoniuskapelle, Stumm                      |
| ja   | Datei hochladen | Ölbergkapelle HERIS-ID: 81643 Objekt-ID: 95422 TKK: 14859                         | Standort KG: Stumm                              | Die Kapelle wurde 1984 anstelle eines Vorgängerbaues aus der zweiten Hälfte des 19. Jahrhunderts an der ehemaligen Richtstätte etwas oberhalb von Stumm errichtet. Die offene, bildstockartige Kapelle ist ein senkrecht verbretterter Ständerbau mit Satteldach über gemauertem Sockel. Die flachbogige Öffnung ist mit einem Gitter versehen. Im Inneren befindet sich eine Altarwand mit dreistufig zurückspringenden Holztafeln mit Hintergründen für Passionskrippen. | BDA-Hist.: Q38176233 Status: § 2a Stand der BDA-Liste: 2025-06-30 Name: Ölbergkapelle GstNr.: 166                                              |